# Mihail Petrovics Szimonov
Mihail Petrovics Szimonov (oroszul: Михаил Петрович Симонов; Rosztov-na-Donu, 1929. október 19. – Moszkva, 2011. március 4.) szovjet-orosz mérnök, repülőgéptervező, 1983-tól a Szuhoj-tervezőiroda vezetője. Több Szuhoj-típus – például Szu–24, Szu–25 – tervezésében részt vett. Főkonstruktőrként nevéhez fűződik a Szu–27 vadászrepülőgép kifejlesztése.

## Élete
1929. október 19-én született Rosztov-na-Donuban, szülei akkor még egyetemisták voltak. 1933-ban a család egy Moszkva melletti településre, Bikovóba költözött, ahol apja a tudományos munkáján dolgozott, később pedig apját Alma-Atába vezényelték, és a család is követte. Apját 1941-ben behívták katonai szolgálatra, a sztálingrádi csata idején elesett.
A háború után Szimonovék visszaköltöztek a Rosztovi területre, Kamenszk-Sahtyinszkijba, ahol az anyai nagyszülei éltek. Mihail Szimonov ott fejezte be középiskolai tanulmányait. Azt követően a Moszkvai Repülési Intézetben szeretett volna tanulni, de nem hagyhatta hátra betegeskedő anyját, így helyette a Novocserkasszki Műszaki Főiskolán kezdett el tanulni járműgépész szakon. A 3. évben a főiskolán Sztálin-ösztöndíjat kapott. A harmadik évet követően szeretett volna átjelentkezni a Moszkvai Repülési Főiskolára, de kérelmét elutasították. Helyette a Kazanyi Repülési Főiskolán folytathatta tanulmányait a 4. évfolyamon. A főiskolán Szimonov vitorlázórepülőgép-építő csoportot szervezett, amelynek bázisán később megszervezték a Szovjetunió első sportrepülőgépekkel foglalkozó tervezőirodáját. Ennek főkonstruktőre Szimonov lett. Vezetésével 1967-től megépítették a Szovjetunió első teljesen fémépítésű teljesítmény-vitorlázó-repülőgépeit, a KAI–11, KAI–12, KAI–14, KAI–17 és KAI–19 típusokat.
1969-ben Kazanyból Moszkvába helyezték, a Dolgoprudnijban található, repülőgép-berendezések fejlesztésével foglalkozó automatizálási tervezőirodába, majd 9 hónap múlva a Moszkvai Gépgyár uhtomszki részlegébe helyezték át. Néhány hónap múlva kinevezték Pavel Szuhoj, a Szuhoj Tervezőiroda vezetőjének a helyettesévé. E minőségében először a Szu–24 tervezésébe kapcsolódott be. 1970–1979 között a Szu–24 és a Szu–25 tervezésével, illetve továbbfejlesztésével foglalkozott, irányította a repülőgépek berepülési programját. Főkonstruktőrként vezetésével kezdték el a Szu–27 vadászrepülőgép tervezését.
1979-től 1983-ig a Szovjetunió repülőgépipari miniszterének helyetteseként dolgozott. 1983-ban kinevezték a Szuhoj tervezőiroda vezetőjévé. Ezt követően a Szu–27 továbbfejlesztésével és különféle változatainak a tervezésével foglalkozott főkonstruktőrként. A Szovjetunió szétesése után az egyik kezdeményezője volt a repülőgépipar piaci alapokra helyezésének.